# Runde Burg Mərdəkan
Die Runde Burg Mərdəkan ist eine Burg im Ort Mərdəkan auf der Halbinsel Abşeron in Aserbaidschan, die Teil der Befestigungskette auf der Halbinsel war. Sie wurde im 13. Jahrhundert errichtet und ist ähnlich angelegt wie die Burg von Ramana. Einer Inschrift zufolge ist Abdulmajid Ibn Masud der Baumeister.
Die Burg besteht aus einem runden Wohnturm mit drei Geschossen, der von einer nahezu quadratischen Mauer umgeben ist. Die Eingänge zum Hof und zum Turm sind gegeneinander versetzt, um besseren Schutz zu bieten. 